# Niet-declaratief geheugen
Het niet-declaratieve geheugen of het impliciete geheugen is een vorm van het langetermijngeheugen waarbij er niet direct sprake is van bewuste beleving van of toegang tot opgeslagen kennis. Deze vorm van geheugen komt vooral tot uiting in beter presteren in bepaalde taken na herhaalde oefening (zoals leren fietsen of tennissen) of na eerdere kennismaking met bepaald stimulusmateriaal. Het niet-declaratieve geheugen bestaat uit meerdere deelvormen, zoals het procedurele geheugen, priming en conditionering.